# 치포카
치포카(Chipoka)는 말라위 중부 주 살리마 현에 위치한 도시로, 인구는 5,132명(2008년 기준)이며 말라위호와 접한 항구 도시이다.